# Bayerischer Landkreistag
Der Bayerische Landkreistag ist einer der vier kommunalen Spitzenverbände in Bayern mit Sitz in München. Ihm gehören alle 71 Landkreise in Bayern an.

## Geschichte
Nach 1860 schlossen sich Städte und Gemeinden zu losen Vereinigungen zusammen. 1919 haben die bayerische Landkreise (damals noch Bezirke genannt) unter dem Eindruck der Umwälzungen im politischen Bereich dann folgenden neuen Gemeindeverfassungsrechtes am 10. September 1919 den Landesverband bayerischer Bezirke gegründet. Denn das Selbstverwaltungsgesetz von 1919 übertrug den „Bezirken“, den heutigen „Landkreisen“, zahlreiche Aufgaben mit außerordentlichen finanziellen Belastungen, denen die Bezirke damals kaum oder nicht gewachsen waren. Insofern sollte der Zusammenschluss der Bezirke eine möglichst gleichmäßige Durchführung der Gesetze in allen Bezirken, insbesondere in den Selbstverwaltungsangelegenheiten, gewährleisten.
Im Rahmen der Gleichschaltung wurde der Landesverband bayerischer Bezirke nach der Machtübernahme des NS-Regimes durch das „Gesetz über den Deutschen Gemeindetag“ vom 15. Dezember 1933 aufgelöst und in die „Landesdienststelle Bayern des Deutschen Gemeindetags“ überführt, der ein Zwangszusammenschluss aller deutschen Gemeinden und Gemeindeverbände war. Diese kommunale Einheitsorganisation unterstand weitgehend der NS-Aufsicht.
Nach dem Zweiten Weltkrieg wurde am 29. August 1947 auf der Vollversammlung in Ingolstadt als „Landkreisverband Bayern“ wiedergegründet und eine vorläufige Satzung beschlossen, die nach langen Diskussionen am 26. April 1949 in Regensburg durch eine endgültige Satzung ersetzt werden konnte. Kurz danach verlieh der Freistaat dem Landkreisverband Bayern mit der Genehmigung der Satzung die Eigenschaft einer Körperschaft des öffentlichen Rechts.
Der Verband beschloss am 26. April 1989 eine neue Satzung (StAnz Nr. 28), die zuletzt durch Satzung vom 1. Mai 2002 (StAnz Nr. 28) geändert wurde. Mit Wirkung vom 1. Mai 1990 trat die neue Satzung in Kraft; seitdem nennt sich der Verband „Bayerischer Landkreistag“.

## Aufgaben
Der Bayerische Landkreistag hat sich folgende Ziele gesetzt:
- Sicherung und Stärkung der kommunalen Selbstverwaltung auf der Kreisebene;
- Wecken und Förderung der Mitwirkung der Bevölkerung an der selbstverantwortlichen Gestaltung des öffentlichen Lebens in den Landkreisen;
- Vertretung der gemeinsamen Interessen der bayerischen Landkreise nach außen, insbesondere gegenüber den gesetzgebenden Organen und den Staatsministerien; sowie eine
- Interessenvertretung der bayerischen Landkreise zu sein mit Einsatz für die Erhaltung der Institution „Landkreis“ auf europäischer Ebene.

Nach innen will der Bayerische Landkreistag
- seine Mitglieder informieren und beraten,
- Empfehlungen und Richtlinien ausarbeiten, und
- den Erfahrungsaustausch unter den Landkreisen vermitteln.

Schwerpunkt seiner Tätigkeit ist hierbei, eine Benachteiligung des ländlichen Raums im Verhältnis zu den städtischen Ballungsräumen zu vermeiden.

## Mitgliedschaften
Der Bayerische Landkreistag entsendet Vertreter in fast 60 Institutionen und Organisationen, beispielsweise:
- Rundfunkrat des Bayerischen Rundfunks;
- Medienrat der Bayerischen Landeszentrale für neue Medien;
- Generalversammlung der Bayerischen Landesbank;
- Aufsichtsrat der Bayerischen Eisenbahngesellschaft mbH;

Daneben ist der Bayerische Landkreistag auch unmittelbares Mitglied im Deutschen Landkreistag.

## Aufbau und Organe
Der Bayerische Landkreisverband kennt nach seiner Satzung vom 26. April 1989 folgende Organe:
- die Landkreisversammlung,
- das Präsidium, sowie
- den Landesausschuss.

### Landkreisversammlung
Die Landkreisversammlung ist das oberste Organ der Bayerische Landkreistages und bestimmt die Grundlinien der Verbandspolitik. Jedes Mitglied entsendet zwei Delegierte, einer davon ist der Landrat als gesetzliches Mitglied, der zweite Delegierte wird vom Mitglied bestimmt, muss aber Mitglied des Kreistages sein.

### Präsidium
Das Präsidium des Bayerischen Landkreistages leitet die Angelegenheiten des Verbandes. Dessen Präsident war bis zum 14. Februar 2014 Landrat Jakob Kreidl (Landkreis Miesbach). Sein Nachfolger war vom 4. Juni 2014 bis zu seiner Berufung in die Bayerische Staatsregierung der Deggendorfer Landrat Christian Bernreiter. Seit der Wahl vom 4. Mai 2022 leitet Thomas Karmasin (Fürstenfeldbruck), zuvor erster Vizepräsident, den Verband. Vizepräsidenten sind seither die Landräte Thomas Habermann (Rhön-Grabfeld), Herbert Eckstein (Roth) und Tamara Bischof (Kitzingen).

### Landesausschuss
Der Landesausschuss ist eine Art „kleine Landkreisversammlung“ und überwacht die Arbeit des Präsidiums. Gleichzeitig soll der Landesausschuss in grundsätzlichen Angelegenheiten vom Präsidium beteiligt werden. Auch hier ist als Besonderheit zu erwähnen, dass der Bezirksverband Oberbayern als dem mitgliederstärksten Bezirksverband drei weitere Stimmen im Landesausschuss besitzt.

### Fachausschuss
Die Fachausschüsse unterstützen die Arbeit des Präsidiums und der Landkreisversammlung durch Beratung und Vorbereitung der Sachentscheidungen in ihrem Arbeitsgebiet. Derzeit sind fünf Fachausschüsse aufgestellt:
- Verfassungs-, Rechts- und Kulturfragen;
- Finanz- und Sparkassenfragen;
- Gesundheits- und Sozialfragen;
- Wirtschafts- und Verkehrsfragen; sowie
- Landesentwicklung und Umweltfragen.

## Bezirksverband
Die Mitglieder in einem Bezirk bilden den Bezirksverband, der jedoch rechtlich unselbständig ist. Daher organisieren sich die Bezirksverbände selbst und entsenden ihre Vertreter ins Präsidium und in den Landesausschuss.

## Geschäftsstelle
Der Bayerische Landkreistag hat in München eine Geschäftsstelle, welche vom Geschäftsführenden Präsidialmitglied geleitet wird. Dies war vom Januar 2013 bis September 2021 Johann Keller; seine Nachfolgerin ist Andrea Degl.
Ihre Aufgaben sind
- die Vorbereitung und Organisation der Beratungen der Beschlussorgane und Fachausschüsse;
- die Auswertung der Beratungsergebnisse;
- alle für die Landkreise wichtigen Ereignisse des öffentlichen Lebens zu verfolgen; sowie die
- Presse- und Öffentlichkeitsarbeit.

Die Geschäftsstelle des Bayerischen Landkreistages hat seine Räumlichkeiten in München, Kardinal-Döpfner-Straße 8.
Daneben unterhält dieser zusammen mit den anderen kommunalen Spitzenverbänden das Europabüro der bayerischen Kommunen bei der Europäischen Union in Brüssel.

## Finanzierung
Der Bayerische Landkreistag finanziert sich ausschließlich aus den Umlagen seiner Mitglieder. Daneben sind die Delegierten ehrenamtlich tätig.

## Bayerischer Innovationsring
Anfang 1997 schlossen sich 15 Landkreise zum Bayerischen Innovationsring zusammen. Aufgabe des Bayerischen Innovationsringes ist es, im Rahmen des Pilotprojekts „Verwaltungsreform“ unter dem Dach des Bayerischen Landkreistags Handlungsempfehlungen für die Modernisierung der Kreisverwaltungen zu erarbeiten.
Am 28. Februar 2005 startete die zweite Arbeitsphase des Bayerischen Innovationsrings, dem inzwischen 21 Landkreise angehören. Dabei werden nun schwerpunktmäßig Projektgruppen in den Bereichen E-Government und Organisation der Landratsämter gebildet.